# Hanshan
Pour les articles homonymes, voir Hanshan (homonymie).
Hanshan (chinois : 寒山 ; pinyin : Hánshān) (VIIe – VIIIe siècles apr. J.-C.) est un poète et ermite chinois. On lui attribue la rédaction d'un recueil de poèmes (Hanshan shi). Ces poèmes étant datés du VIIe siècle pour les plus anciens, au Xe siècle pour les plus récents, des doutes ont été émis quant à l'existence de Hanshan. Le nom Hanshan signifie littéralement « Montagne froide ». Il vient de l'endroit où aurait résidé l'ermite auquel est attribué le recueil, le lieu-dit Montagne Froide, dans le massif du Tiantai. Hanshan est vénéré dans plusieurs pays d'Asie comme une incarnation de la divinité de la sagesse Manjusri. L'imagerie hagiographique le représente hilare et débraillé, lisant un rouleau. Elle lui associe généralement Shide, moine excentrique reconnaissable au fait qu'il porte un balai. Le duo Hanshan et Shide (Kanzan et Jittoku au Japon) est un thème récurrent de l'art nippon.
Comme personnage légendaire, Hanshan fait l'objet d'un culte persistant par des bouddhistes et des taoïstes, qui se sont disputé son appartenance ecclésiale. Son œuvre, elle, n'a été redécouverte qu'au début du XXe siècle. Son style direct et oral l'avait en effet exclu du canon de la littérature classique chinoise. C'est la traduction en anglais de vingt-quatre de ses poèmes par Gary Snyder et le livre de Jack Kerouac, The dharma bums (Les Clochards célestes), qui en fera un modèle pour les contestataires de la beat generation, puis pour les hippies.
Le recueil de poèmes a fait l'objet de traductions en plusieurs langues. Des traductions de l'ensemble du recueil sont disponibles en français et en anglais.

## Biographie

### Datation
On sait très peu du rédacteur des poèmes du Hanshan shi. Un consensus s'est formé autour de la thèse de Pulleyblank qui a montré qu'on pouvait regrouper les poèmes en deux grands ensembles. Le premier ensemble est constitué des poèmes les plus anciens, dont le ton est libre et direct. Pulleyblank le date du début de la dynastie des T'ang (618-907), voire de la fin des Sui (581-618). Le second, plus didactique et plus clairement ancré dans un discours ch'an déjà formé, daterait de la fin des T'ang. Il serait l'œuvre d'un ou plusieurs moines ch'an. Le Hanshan historique serait donc le rédacteur du premier ensemble de poèmes.

### Contenu biographique des poèmes
Dans les poèmes du premier Hanshan, on trouve des éléments biographiques. Outre qu'ils sont difficilement vérifiables, ils semblent parfois contradictoires. Hanshan se dit fils de paysans mais décrit des scènes de sa jeunesse où il aurait pratiqué la chasse à cheval, qui est une activité aristocratique. Il connaît les classiques chinois de l'époque, et affirme avoir passé sans succès les examens pour la fonction publique. Il dit avoir ensuite vécu à la campagne, marié et père de famille, mais toujours amoureux des livres. On ne sait pas vraiment s'il a quitté sa famille ou si sa femme l'a quitté. C'est à cette occasion qu'il est parti vivre en ermite sur la montagne où il est resté jusqu'à la fin de ses jours.

### Tentatives de reconstruction
Plusieurs auteurs ont tenté de déduire la vie de Hanshan du peu de ce que nous savons de lui. Henricks pense que Hanshan était né d'une famille aisée. Ses parents l'auraient éduqué dans le but de le faire entrer dans l'administration. Mais au lieu de cela, Hanshan finit par se tourner vers une vie de « gentilhomme campagnard ». Ce changement est peut-être attribuable à un échec aux concours publics. Tout est-il que Hanshan finit par tout quitter pour s'installer à Hanshan et y rester jusqu'à la fin de ses jours. 
Joan Qionglin Tan fait passer Hanshan par chacun des trois grands paradigmes intellectuels de la Chine : le confucianisme, le taoïsme et le bouddhisme. Elle le dépeint d'abord en jeune homme ambitieux cherchant à rentrer au service du gouvernement et adhérant aux valeurs confucéennes. Puis, face à l'échec, il aurait adopté le style de vie retiré à la campagne et les valeurs taoïstes. Enfin, ayant tout quitté, il aurait adhéré au bouddhisme ch'an pour finir par atteindre l'éveil. Cette reconstruction a le désavantage de se baser indifféremment sur des poèmes datés d'époques très différentes et probablement écrits par des auteurs différents. Par ailleurs, comme il est impossible de dater les poèmes les uns par rapport aux autres, on ne peut établir précisément l'itinéraire intellectuel du poète. 
Pour Red Pine (Bill Porter), l'exil et l'anonymat de Hanshan s'expliquent par des raisons politiques. Hanshan aurait été contraint de fuir dans la montagne après un changement dynastique. La difficulté à retrouver l'identité de Hanshan s'expliquerait donc par un souci de sécurité de la part de l'ermite. L'anonymat de Hanshan est expliqué différemment par Patrick Carré. Le traducteur français met l'anonymat choisi par l'ermite en relation avec l'idéal taoïste, et non avec un besoin de sécurité.

### La «religion» de Hanshan
Hanshan est considéré par Tan et Henricks comme bouddhiste ch'an. Au Japon, il fait partie depuis plusieurs siècles du « panthéon zen » sous le nom de Kanzan. On trouve dans ses poèmes des références à différents soutras. Il fait aussi usage de beaucoup d'images propres à la symbolique du ch'an. Néanmoins, son choix de l'érémitisme, sa liberté de ton et sa tendance à se moquer des religieux « officiels », incitent Henricks à ne pas se figurer Hanshan comme un personnage pieux. De ce fait, Henricks nuance cette appartenance en affirmant que Hanshan « préfère le zen », qu'il n'a probablement jamais prononcé de vœux religieux et qu'il « ne fut jamais un puriste ». 
Les références taoïstes sont nombreuses dans les textes de Hanshan. Ce fait incite Paul Jacob à affirmer que Hanshan « bouddhise autant qu'il taoïse ». John Blofeld (en) pense que Hanshan était plus proche du taoïsme que du bouddhisme. Il affirme que l'anticonformisme et l'amour de la nature de Hanshan le font pencher vers cette thèse.
Malgré ces différentes opinions, tous s'accordent à souligner la liberté de ton et de pensée de l'ermite. L'érémitisme de Hanshan est en effet considéré par Henricks et Carré comme une marque de distance et d'indépendance vis-à-vis des institutions religieuses établies. Cette distance, qui tourne dans certains poèmes à la dérision, ne doit pas être oubliée lorsque l'on parle de la « religion » de Hanshan. Elle fait dire à Patrick Carré que la religion de Hanshan est une sorte de « zen universel » que caractérisent seulement sa simplicité et son éclectisme.

## Hagiographie
Les légendes entourant Hanshan sont nombreuses. Leur source principale est la préface traditionnellement accolée au recueil de poème et rédigée par « le préfét Lu-ch'iu Yin ». D'autres histoires de sources différentes ont aussi été collectées, enrichissant la légende de l'ermite. 

### La préface du «préfet Lu-ch'iu Yin»

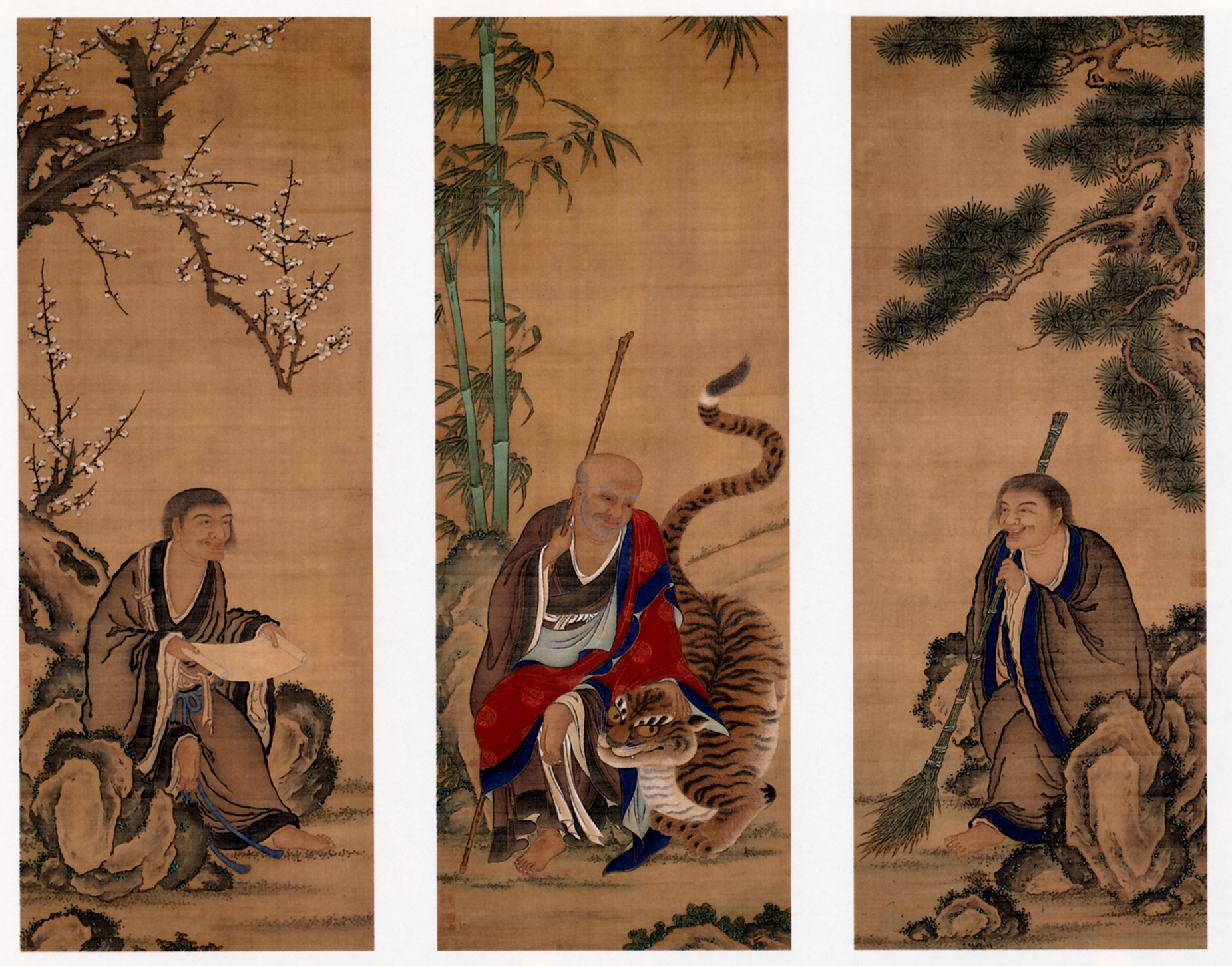
Hanshan, Fenggan et Shide, les trois protagonistes de la « préface du préfet Lu-ch'iu Yin ». Peinture sur rouleaux de soie de Ueno Jakugen.

Cette préface est généralement considérée comme apocryphe. Elle relate plusieurs histoires qui ont formé les représentations de Hanshan jusqu'à nos jours.
Hanshan y est associé à Fenggan et Shide, deux personnages dont l'existence historique n'a pas été vérifiée. Tous deux sont supposés avoir résidé au monastère de Kuoching, à peu près à 35 kilomètres du lieu de résidence de Hanshan. Shide est décrit comme travaillant aux cuisines où Hanshan venait de temps à autre le visiter. 
Dans cette préface, Hanshan est assimilé au bodhisattva Manjusri. Fenggan et Shide sont assimilés respectivement à Amitabha et Samantabhadra. Lorsque le préfet leur rend visite dans le but de leur rendre hommage, ils se moquent de lui et prennent la fuite. Le préfet envoie alors des serviteurs à leur recherche. Ils ne retrouvèrent jamais Shide, et Hanshan disparut dans une anfractuosité de la montagne en traitant ses poursuivants de « voleurs » et en leur recommandant « de se mettre au travail ! ».
Le préfet affirme que les poèmes réunis ont été collectés sur des arbres, des rochers et des murs des environs de Kuoching et de son temple.

### Les historiettes
La légende de Hanshan est aussi alimentée par de nombreuses historiettes, souvent de simples dialogues. Hanshan aurait été aperçu en tant que fantôme et il aurait vécu bien au-delà de l'âge normal pour un humain. Il est le plus souvent dépeint comme un personnage insaisissable et incompréhensible.

## Place de Hanshan dans la culture
En Chine, Hanshan fut longtemps révéré comme une figure religieuse. Ce n'est qu'au début du XXe siècle que sa poésie y a fait l'objet d'une attention renouvelée. Au Japon, son aura spirituelle n'a pas complètement éclipsé sa production littéraire, puisque de grands moines zen, et de grands poètes, tel Ryokan, s'y sont référés. Il faudra attendre la deuxième moitié du XXe siècle pour que Hanshan entre dans le monde culturel occidental. C'est en particulier aux États-Unis que le personnage de Hanshan connaîtra une nouvelle renaissance au sein de la beat generation et des hippies. Cette assimilation de Hanshan par des mouvements de contre-culture aux États-Unis a créé l'étonnement dans le monde asiatique et a provoqué un regain d'intérêt des universitaires à son égard.

### Traductions

#### Traductions complètes
- Hanshan, Le mangeur de brumes, traduction, introduction et notes de Patrick Carré, Paris, éditions Phébus, 1985, 425 p.  (ISBN 2859400613).
- Hanshan, The poetry of Han-shan, traduction, introduction et notes de Robert G. Henricks, New York, State university of New York press, 1990, 486 p.  (ISBN 0887069770).
- Hanshan, The collected songs of Cold Mountain, traduction et notes par Red Pine, introduction par John Blofeld, Port Townsend, Copper Canyon Press, 2000, 312 p.,  (ISBN 1556591403).

#### Traductions partielles
- Paul Jacob, Poètes bouddhistes des Tang, Paris, éditions Gallimard, coll. « Connaissance de l'Orient », 1988, 108 p.,  (ISBN 9782070710928).
- Han Shan, Le Chemin de Montagne Froide, traduction Catherine Yuan et Erik Sablé, Toulouse, éditions Terre Blanche, coll. « Les textes essentiels de la spiritualité », 2007, 66 p.,  (ISBN 2912094070).
- Han Shan, Montagne froide, traduction de Martin Melkonian, éditions Passage, 1982 ; deuxième édition : Rudra éditions/Lexis numérique, 1995 ; troisième édition : éditions Fourbis, 1996
- Han Shan, Le Fils de la Montagne froide, (bilingue) traduit du chinois et présenté par Daniel Giraud; calligraphie de Yu Wang, Paris, Orphée/La Différence, 2016,  (ISBN 978-2-729-12280-5) 126 p.

### Articles
- Edwin G. Pulleyblank, Linguistic Evidence for the Date of Hanshan, in Studies in chinese poetry and politics, vol. 1, San Francisco, CMC, 1978, p. 163-195.
- Wu Chi-yu, A study of Han-shan, T'oung Pao XLV, 1957, p. 392-450.
- Yang Ye, Hanshan, in Encyclopedia of Literary Translation into English, Fitzroy Dearborn, 2000, p. 616-617,  (ISBN 9781884964367).

### Autres
- Paul Kahn, Han SHan in english, Buffalo, White Pine Press, 1989, 40 p.,  (ISBN 0934834911).
- Jack Kerouac, The Dharma bums, New York, Viking, 2008, 187 p.  (ISBN 9780670019939).
- Joan Qionglin Tan, Han Shan, Chan Buddhism and Gary Snyder's ecopoetic way, Brighton, Sussex Academic Press, 2009, 299 p.  (ISBN 9781845193416).